# Lønnbergbakken
Il Lønnbergbakken è un trampolino situato a Raufoss, in Norvegia, all'interno del complesso Lønnberget Hoppsenter ("Centro per il salto Lønnberget").

## Storia
Aperto nel 1921 e più volte ristrutturato, l'impianto ha ospitato una tappa della Coppa del Mondo di salto con gli sci nel 1990 e varie edizioni dei Campionati norvegesi di sci nordico.

## Caratteristiche
Il trampolino normale ha il punto K a 90 m; il primato di distanza appartiene al norvegese Daniel-André Tande (104,5 m nel 2012). Il complesso è attrezzato anche con salti minori K60, K40, K15 e K12.